# سانتا ماریا دی لیکودیا
سانتا ماریا دی لیکودیا (به ایتالیایی: Santa Maria di Licodia) یک کومونه در ایتالیا است که در استان کاتانیا واقع شده‌است. سانتا ماریا دی لیکودیا ۲۶ کیلومتر مربع مساحت و ۶٬۷۴۵ نفر جمعیت دارد و ۴۴۲ متر بالاتر از سطح دریا واقع شده‌است.

## خواهرخوانده
شهر Lőrinci خواهرخواندهٔ سانتا ماریا دی لیکودیا هست.